# Acadèmia Internacional de Ceràmica
L' Acadèmia Internacional de Ceràmica (AIC) es una associació creada el 1953 amb l'objectiu de representar els artistes de la ceràmica arreu del món i d'organitzar exposicions i congressos internacionals. Té la seu oficial a Ginebra, a Suïssa, dins el marc del Museu Ariana o Musée suisse de la céramique et du verre. El seu fundador era Henry J. Reynaud, director del Museu i president de l'associació fins a la seva mort el 1964. És reconeguda per la Unesco com Organització no governamental per la promoció de les arts.
El 1er congrés internacional va tenir lloc a Canes el 1955. El 47è congrés del 2016 va tenir lloc al Museu del Disseny de Barcelona, amb el tema «La Ceràmica en l'Arquitectura. Es van organitzar més de treinta exposicions. El ceramista granollerí Toni Cumella va ser nomenat membre d'honor en aquesta ocasió, i el programa Cuines de TV3 va rebre un reconeixement «per la seva col·laboració en la promoció i difusió de la utilització de la Ceràmica en la Societat i per contribuir a un major coneixement dels seus valors i propietats, sobretot en la Restauració i Hostaleria».